# Sus Wilkins
Sus Noreen Jondahl Wilkins (født 5. februar 1989 i København) er en dansk skuespillerinde. Hun har medvirket i forskellige tv-serier såsom Anna Pihl, Gidseltagningen, Perfekte steder, Fars drenge og Greyzone. Wilkins har også haft roller i film som Cecilie (2007), Mesteren (2017), Team Albert (2018), Domino (2019) og Kærlighed for voksne (2022).
Sus Wilkins har udover film og tv været dommer i talentshowet Danmark har talent, der blev sendt på TV 2. Her var hun i sæson 4 vikar for Cecilie Lassen, der måtte gå på barsel under to afsnit. Wilkins blev sidenhen en fast del af dommerpanelet ved showets femte og sidste sæson i 2019.

## Privatliv
Wilkins indledte et forhold med sangerinden Freja Kirk i sommeren 2013, og i 2021 blev de gift ved en ceremoni i Italien. Efter ti år sammen blev parret skilt i 2023.
I februar 2024 mødte Wilkins den tidligere fodboldspiller Nicklas Bendtner ved en gallafest. Samme år flyttede de sammen i en lejlighed på Vesterbro.